# Mrtvé rameno

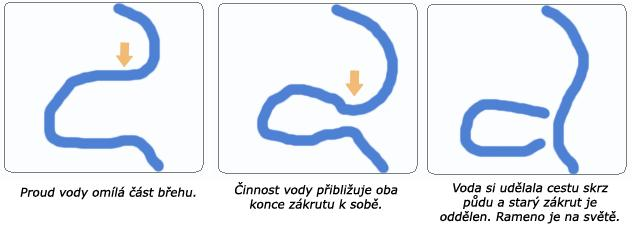
Proces vzniku mrtvých říčních ramen

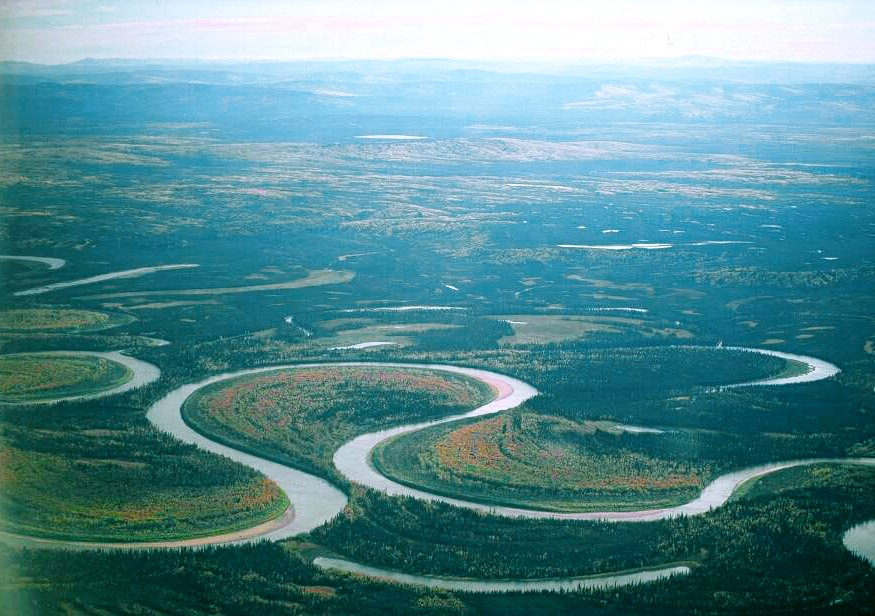
Meandry a mrtvá říční ramena na řece Nowitna na Aljašce

Mrtvé rameno nebo staré rameno (řecky plesiopotamon) je označení pro část vodního toku, obvykle řeky, která byla dříve říčním korytem, ale postupně se od něj úplně oddělila. Koryto mrtvého ramene je z obou stran uzavřené a voda v něm stagnuje. Mrtvá ramena mohou nebo nemusí být napájena podzemní vodou a jejich velikost podle dostupnosti vody kolísá. Vznikají v důsledku změn průběhu koryta, propojování meandrů, oddělování částí toku mělčinami apod. Vzniklá oddělená říční ramena pak představují druh říčního jezera, která obvykle zarůstají a s řekou se spojují v období záplav. Z mrtvého ramene někdy mohou vzniknout tůně. Tento typ říčních jezer má obvykle tvar srpu nebo pentle.

## Příklady
- V České republice je tento typ říčních jezer poměrně hojný. Vyskytují se v Čechách především podél toku Labe (Babinecká tůň, Grádo, Hrbáčkovy tůně), Berounky (Krňák), Chrudimky (Matiční jezero) a Ohře a na Moravě podél toku Moravy a Dyje (Křivé jezero, Květné jezero, jezírko Kutnar).
- Na Slovensku se vyskytují podél toku Moravy (Devínské jezero), Dunaje a Bodrogu (Tajba).